# Kenan és Kel
A Kenan és Kel egy amerikai tinédzser-szituációs komédia, melyet a Tollin/Robbins Production készített a Nickelodeon csatorna számára 1996 és 2000 között. A sorozat két főszereplője a Sok hűhó című műsorból már megismert Kenan Thompson és Kel Mitchell. Összesen 65 epizód készült, ebből egy dupla hosszúságú, egy pedig tripla hosszúságú, melyet utóbb szétvágtak kettő, illetve három különböző epizódra. Magyarországon is a Nickelodeon csatorna mutatta be 2000-ben. Magyarországon a TeenNick csatorna is vetítette 2021. január 13-tól március 1-ig, azonban nem minden rész került adásba, csak megközelítőleg az epizódok fele.

## Kerettörténet
A műsor Chicago városában játszódik, ahol két tinédzser srác, Kenan Rockmore és Kel Kimble kalandjait követhetjük nyomon. Mindketten középiskolások. Kenan egy vegyesboltban dolgozik a zsebpénze mellett, a kissé idétlen, narancsszóda-imádó barátja, Kel, pedig folyton vele lóg. Minden epizód egy függöny előtti résszel kezdődik, ahol a két színész kilép a színfalak mögül, és a közönséget is bevonva tartanak egy rövid jelenetet. Visszatérő gegként Kenan előre sejteti Kelnek, hogy tudja, miről fog szólni a mai epizód, de sosem árulja el, hanem berohan a színfalak mögé. A műsor végén pedig azért rohan el, mert támad egy zseniális ötlete, és Kelt kéri meg, hogy szerezze be a hozzávalókat. Mindkét esetben utánarohan Kel is, azt kiáltva: "Ó, már megint kezdi!"
Az epizódok nagyjából egy sémára épülnek. Általában Kenannel történik valami (jellemzően vagy gyorsan akar pénzt keresni, vagy meg akar úszni valamit), amit Kel az ügyetlenkedésével elront. A kialakult helyzetet ketten próbálják megoldani, amivel csak még több galibát csinálnak.

## A sorozatról
A Kenan és Kel főcímdalát a híres rapper, Coolio adja elő, dalszövegében pedig számos, a kilencvenes évek Amerikájában ismert duóra tesznek utalást: Abbott & Costello, Penn & Teller,  Magic Johnson és Kareem Abdul-Jabbar. Az egyes epizódokat élő közönség előtt vették fel.

## Szereplők
- Kenan Rockmore: Kel legjobb barátja. Viszonylag értelmes diák, láthatóan erős is, de a problémákat egészen különös tervekkel próbálja megoldani. Általában véve nyugodt természetű, de sokszor bosszantja a főnökét és a szüleit. Gyakran elájul, ha a dolgok negatív fordulatot vesznek. A karaktert Kenan Thompson játszotta. Magyar hangja Minárovits Péter.
- Kel Kimble: Kenan dilis, lassú észjárású barátja, aki meglehetősen impulzív, gyakorta figyelmetlen, hiszékeny, és ügyetlen. Legtöbbször ő keveri bele Kenant valamilyen kalamajkába, holott nem igazán szeretne részt venni semmiben sem. Imádja a narancsszódát és a sonkát (előbbi iránti rajongása már-már beteges). Mindennek ellenére sosem fizet az italért, azt abból a boltból zsákmányolja, ahol Kenan dolgozik. Kel szülei elfoglalt tudósok, így mindig a Rockmore família nyakán lóg. Kenan apja utálja, húga viszont szerelmes belé. A karaktert Kel Mitchell játszotta. Magyar hangja Hamvas Dániel.
- Roger Rockmore: Kenan és Kyra apja. Légiirányítóként dolgozik, és ő az egyetlen a Rockmore családban, aki utálja Kelt, azért, mert az gyakran élcelődik a kopasz fején és sokszor csinál galibát. Utál bármire is pénzt költeni, és könnyen dühbe gurul. Néha kifejezetten szereti cukkolni Kenant és Kelt. A karaktert Ken Foree játszotta. Magyar hangja Hankó Attila, a 4. évadban Kárpáti Tibor.
- Sherly Rockmore: Kenan és Kyra anyja. Kedves és jobban megérti Kenan és Kel butaságait, mint Roger. Gyakran igyekszik feloldani a problémákat büntetés helyett megbeszéléssel, de néha ő is begurul. A szerepet Teal Marchande játszotta. Magyar hangja Simorjay Emese.
- Kyra Rockmore: Kenan húga. Minden vágya, hogy meghódítsa Kelt, amit viszont Kenan nem tolerál. Kel tudja, hogy a lány szerelmes belé, és ezt kihasználva sokszor megmenekülnek a kényes helyzeteből. A harmadik és a negyedik évadból különös módon a legtöbbször kimaradt. A szerepet Vanessa Baden játszotta. Magyar hangja Csuha Bori.
- Chris Potter: Kenan főnöke, a helyi vegyesbolt, a Rigby tulajdonosa. Az anyjával él, és a magánélete jobbára abból áll, hogy az idős asszony különféle betegségeit kezelteti. Gyakran vannak rémálmai arról, hogy egy óriás nyúl üldözi, és irtózik a szendvicsektől. Chris gyakran kerül Kenan csínytevéseinek a középpontjába. A karaktert Dan Frischman alakította. Magyar hangja Kerekes József.
- Sharla Morrison: a harmadik évad elején veszi fel Chris kisegítő munkára a Rigbybe. Kenan stílusa sokszor irritálja, ezért a legtöbbször olyan helyzetben láthatjuk, amikor épp kritizálja a fiút valamiért. A későbbiek során kettejük között egyfajta románc kezd el kialakulni. A karaktert Alexis Fields játszotta, magyar hangja Zsigmond Tamara.
- Marc Cram: a harmadik évadban költözik Kenan szomszédjába. Egy sztereotíp módon ábrázolt "kocka": gyűjti az órákat, és annyira jó a betűzésben, hogy gyakran párbeszédek során is betűzi a szavakat. Jelleme ellenére nagyon nyitott személyiség, és láthatóan mindenki kedveli őt, kivéve az iskolaigazgatót, és néhány tanárt, akiknek nem jön be a viselkedése. A karaktert Biagio Messina alakította.

### Mellékszereplők
- Mrs. Quagmire: egy idős asszony, aki a Rigbyben szokott vásárolni. Gyakran kezdi el Christ ütlegelni a táskájával, amikor valamilyen félreértés miatt őt hibáztatja, és ilyenkor görénynek nevezi őt. A későbbi évadokban egy hozzá hasonló idős hölgy is megjelenik, aki mindig képtelen kérdéseket tesz fel a boltban. A karaktert Doreen Weese alakította.
- Dimly igazgató: Kenan és Kel iskolájának igazgatója, aki néhány epizódban bukkan fel, többnyire Kenan valamilyen stikilje miatt. Hersha Parady játszotta, magyar hangja Menszátor Magdolna, illetve Kassai Ilona.
- Dave: egy fuvaros, aki az árut szokta szállítani a Rigbybe. Megjelenéseikor általában Chris valamilyen mondására tesz egy csípős megjegyzést. Tim Powell játszotta.
- Brianna: az első évadban Kenan vágyainak tárgya, akinek az első évadban egy molinón függeszti ki a nevét a Sears toronyban, majd később véletlenül tönkreteszi a nagymamája szvetterét. Jill Burgess Noelsaint játszotta, magyar hangja Dögei Éva.
- Miss Horn: helyettes tanár, később igazgató, aki két epizódban szerepel. Kim Fields Freeman játszotta, aki a sorozat egyik rendezője, valamint a Sharlát játszó Alexis Fields nővére.
- Eric: Kenan és Kyra unokatestvére, a negyedik évadban jelenik meg két epizódban. Mystro Clark játszotta.
- Idős hölgy: Mrs. Quagmire helyett jelenik meg a harmadik évadtól, mint a Rigby egyik vásárlója. Legtöbbször úgy jelenik meg, hogy bejön a boltba és valamilyen képtelen kérdést tesz fel Kenannek. Loretta Jean játszotta.

Emellett számos epizódban felbukkannak hírességek epizódszerepben, például Bill Bellamy, Ron Harper, David Alan Grier, Britney Spears, és a 90-es években Amerikában közismert R&B sztárok.

## Epizódok

### Első évad
| Sor. | Év. | Cím                                           | Rendező              | Író                                          | Premier                                        |
| --- | --- | --------------------------------------------- | -------------------- | -------------------------------------------- | ---------------------------------------------- |
| 1. | 1.  | Pilot                                         | Alan Rosen           | Kim Bass & Dan Schneider                     | 1996. augusztus 17.                            |
| Kenan szeretne egy autót, de a szülei nem engedik meg neki, hogy vegyen egyet. Végül mégis szert tesz egyre, de a jármű lopott. Kenan végül alkut köt a rendőrséggel, hogy megtalálhassák a tolvajt. |     |                                               |                      |                                              |                                                |
| 2. | 2.  | A nagy tonhalterv (The Tainting of the Screw) | Alan Rosen           | Dan Schneider                                | 1996. október 26. 2021. január 20. (TeenNick)  |
| Kenan majdnem megfullad egy csavartól, amit a tonhalas szendvicsében talál. Ezért tízmillió dollárra perli a Luna Tuna konzervgyárat. Bár a cég egyezséget kínál, Kenan elutasítja. Kel végül a bíróságon sírva vallja be, hogy ő tette a csavart a tonhalba. |     |                                               |                      |                                              |                                                |
| 3. | 3.  | Doing Things the Hemingway                    | Brian Robbins        | Linda M. Yearwood                            | 1996. október 19. 2021. január 21. (TeenNick)  |
| Miután Kenan elolvassa Ernest Hemingway egyik könyvét, úgy dönt, hogy teljesebbé teszi az életét, és megvalósítja céljait. Úgy dönt, megmássza a Sears-tornyot, és szerelmet vall Briannának úgy, hogy egy molinót helyez el a tetőn. Ám nem várt fordulatként Kenan és Kel fennragadnak a tetőn. |     |                                               |                      |                                              |                                                |
| 4. | 4.  | Mental Kel-Epathy                             | Kim Fields Freeman   | Linda M. Yearwood                            | 1996. október 12. 2021. január 21. (TeenNick)  |
| Kenan szerint Kelnek különleges mentális ereje van, s világhírnévre akar szert tenni ennek felhasználásával. Egy élő műsort is szervez ennek bizonyítására, amely azonban csúnya véget ér. |     |                                               |                      |                                              |                                                |
| 5. | 5.  | A klub (Duh Bomb)                             | Kim Fields Freeman   | Linda M. Yearwood                            | 1996. november 16. 2021. január 21. (TeenNick) |
| Miután nem engedik be egy klubba, Kenan úgy dönt, sajátot nyit - a Bombát. Ehhez a Rigbyt veszi igénybe, éjszaka. Minden jónak tűnik egészen addig, míg Kyra fel nem bukkan, a vendégek pedig el nem kezdik felzabálni a bolt készleteit. Végül a rendőrség bezáratja a boltot. |     |                                               |                      |                                              |                                                |
| 6. | 6.  | Kerge randi (Mo' Sweater Blues)               | Malcolm-Jamal Warner | Kevin Kopelow & Heath Seifert                | 1996. november 2. 2021. január 21. (TeenNick)  |
| Kenan végre elhívja randizni Briannát. A dolgok azonban rosszul sülnek el, mert Kel véletlenül tönkreteszi Brianna szvetterét, ami pótolhatatlan, mert a halott nagymamája kötötte. Kenan és Kel megpróbálják helyrehozni a dolgot, Brianna tudta nélkül. |     |                                               |                      |                                              |                                                |
| 7. | 7.  | A gyémántbandita (Diamonds Are for Roger)     | Malcolm-Jamal Warner | Dan Schneider                                | 1996. december 28. 2021. január 22. (TeenNick) |
| Kenan és Kel egy ékszertolvajról látnak egy rendőrségi felhívást, aki szakasztott olyan, mint Kenan apja. A Gyémántbandita a nevéhez méltóan gyémántokat rabol, s miután Kenan és Kel találnak otthon egy gyémántot, nekilátnak, hogy visszajuttassák a "jogos" tulajdonosának. |     |                                               |                      |                                              |                                                |
| 8. | 8.  | Hidegháború (The Cold War)                    | Brian Robbins        | Sharon Sussman & Burt Wheeler                | 1996. november 9.                              |
| Kel csúnyán megfázik. Kenan gyorsan összeüt neki egy gusztustalan gyógykeveréket, ami meglepő módon használ. Kenan úgy érzi, megütötte a főnyereményt, mert feltalálta a nátha ellenszerét, de sajnos elfelejtette a receptet. A másodikként készített adag pedig rendelkezik egy kellemetlen mellékhatással. |     |                                               |                      |                                              |                                                |
| 9. | 9.  | Az ifjú hős (In the Line of Kenan)            | Kim Fields Freeman   | Paul Dell & Steven Weiss                     | 1996. december 7. 2021. január 15. (TeenNick)  |
| Kenan megmenti az amerikai elnököt attól, hogy rádőljön egy narancsszóda-piramis, ezért ő és Kel kapnak egy meghívást a Fehér Házba. A dolgok azonban ismét rosszul sülnek el, amikor véletlenül diplomáciai galibát csinálnak és ledarálják az elnök Elvissel közös fényképét. |     |                                               |                      |                                              |                                                |
| 10. | 10. | A hősszerelmes (Dial 'O' for Oops)            | Kim Fields Freeman   | Kevin Kopelow & Heath Seifert                | 1996. november 30. 2021. január 23. (TeenNick) |
| Kenan el akarja hívni randizni az apja főnökének a lányát. Felhívja telefonon, de csak az üzenetrögzítő válaszol. Véletlenül obszcén dolgokat állít a főnökről, amit felvesz a berendezés. Kenan és Kel elindulnak, hogy visszaszerezzék a kazettát, mielőtt a család hazaérkezik. |     |                                               |                      |                                              |                                                |
| 11. | 11. | Karácsonyi örömök (Merry Christmas, Kenan)    | Brian Robbins        | Dan Schneider                                | 1996. december 14. 2021. január 23. (TeenNick) |
| Kenan végre összegyűjtött annyi pénzt, amennyiből megveheti a hőn áhított kerékpárt. Már csak néhány dollárja hiányzik hozzá, ezért úgy dönt, áruházi Mikulásként keresi meg a maradékot. Egy szegény kisfiún megesik a szíve, és úgy dönt, inkább az ő karácsonyukat teszi szebbé. |     |                                               |                      |                                              |                                                |
| 12. | 12. | A csomagolás művészei (Baggin' Saggin' Kel)   | Howard Storm         | Neal Brennan & Ross Venokur                  | 1997. január 4. 2021. január 19. (TeenNick)    |
| A 18. éves bolti csomagolóbajnokság előtt Kenan és Kel látják, hogy próbálja a rivális bolt vezetője, Angus, megszégyeníteni Christ. Hamarosan kiderül, hogy Kel irtózatosan gyorsan tud csomagolni, ezért Chris úgy dönt, Kel lesz a versenyzője, s így megnyerheti a versenyt Angusszal szemben. Angus az utolsó pillanatban leigazolja Kelt, a verseny vesztesének pedig egy napig menyasszonyi ruhában kell dolgoznia a másiknál. |     |                                               |                      |                                              |                                                |
| 13. | 13. | Szófák és széfek (Safe and Sorry)             | Howard Storm         | Eric Bowers                                  | 1997. január 11. 2021. január 23. (TeenNick)   |
| A Rigby takarítása közben Kenan és Kel találnak egy térképet, rajta egy megjelölt céllal, ami Kenan szerint egy széf, Kel szerint pedig egy szófa. Tüzetesebb tanulmányozás után rájönnek, hogy a keresett holmi a Rigby pincéjében van eldugva. Elmennek az éjszaka közepén megnézni, ahol egy olasz fickó rémíti őket halálra, majd lemennek a pincébe, ahol megtalálják a széfet. Másnap az olasz férfi visszajön és közli, hogy adják oda neki azt, ami a főnökéé - mivel nem teszik, a főnökkel kell találkozniuk egy étteremben. Ott kiderül, hogy igazából egy WC-pumpát akartak visszakérni Christől. Megnyugodva mennek vissza a széfhez, amiben egy szófa volt elrejtve... |     |                                               |                      |                                              |                                                |
| 14. | 14. | Szárnyasgondok (Twizzles Fizzles)             | Tony Singletary      | Dan Schneider, Kevin Kopelow & Heath Seifert | 1996. november 23. 2021. január 20. (TeenNick) |
| Roger rábízza a madarát, Pupit Kenanre és Kelre, amíg elutazik, de a madár elpusztul. Nagy nehezen kerítenek helyette egy másikat, de az meg elrepül. Hogy mentsék, ami menthető, teleszórják a házat madáreleséggel, hogy visszacsalják a madarat, mielőtt Roger hazaér. |     |                                               |                      |                                              |                                                |

### Második évad
| Sor. | Év. | Cím                                                 | Rendező            | Író                                          | Premier                                          |
| --- | --- | --------------------------------------------------- | ------------------ | -------------------------------------------- | ------------------------------------------------ |
| 15. | 1.  | A pótszülők (Pair-Rental Guidance)                  | Kim Fields Freeman | Kevin Kopelow & Heath Seifert                | 1997. szeptember 6. 2021. január 24. (TeenNick)  |
| Kenan pánikba esik, amikor megtudja, hogy az iskolaigazgató beszélni akar a szüleivel. Azt hiszi, hogy valami rossz dolgot akarnak bejelenteni, ezért úgy dönt, felbérel két színészt, hogy játsszák el a szüleit. Megnyugszik, amikor kiderül, hogy valójában éppen hogy jó hírekkel szolgálhat, de eddigre az anyját játszó színész meghívja őt vacsorára. |     |                                                     |                    |                                              |                                                  |
| 16. | 2.  | Clowning Around                                     | Kim Fields Freeman | Magda Liolis                                 | 1997. szeptember 13. 2021. január 25. (TeenNick) |
| Egy bohócnak öltözött rabló kirabolja a Rigbyt, Kenan és Kel legnagyobb rémületére. Közben Kyra szülinapi bulijában egy hasonló bohóc jelenik meg, gyanút keltve ezzel. |     |                                                     |                    |                                              |                                                  |
| 17. | 3.  | Lottóláz (The Lottery)                              | Kim Fields Freeman | Dan Schneider                                | 1997. szeptember 20. 2021. január 25. (TeenNick) |
| Lottólázban dúl a város, és Kel is vásárol egy szelvényt. Végül megnyeri vele a 64 millió dolláros fődíjat, de a lottószelvény véletlenül Mrs. Quagmire táskájába kerül. |     |                                                     |                    |                                              |                                                  |
| 18. | 4.  | Ki imádja a narancsszódát? (Who Loves Orange Soda?) | Keith Truesdell    | Sharon Sussman & Burt Wheeler                | 1997. október 4. 2021. január 16. (TeenNick)     |
| Kel fogad Kenannel, hogy egy egész álló hétig kibírja narancsszóda nélkül. Kenan állja a fogadást, s a vesztesnek női hálóingben kell elénekelnie az amerikai himnuszt, nyilvánosan. Kenan mindent megtesz, hogy Kel veszítsen. |     |                                                     |                    |                                              |                                                  |
| 19. | 5.  | A festőművész (Haven't Got Time for the Paint)      | Howard Storm       | Dan Schneider, Kevin Kopelow & Heath Seifert | 1997. november 8. 2021. január 16. (TeenNick)    |
| Az iskolában Kel készít egy remek festményt, "Alkonyul - lekonyul" címmel. Egy aukciós ház vezetője 300 dollárt ígér érte, majd az árverésen ötvenezer dollárért viszik el. Kenan meglátja ebben a lehetőséget, és rengeteg képet festet Kellel abban a reményben, hogy hatalmas pénzeket kereshetnek. Csakhogy kiderül, hogy a nagy ajánlatot tevő műgyűjtő egy egészen másik Kimble-re gondolt. |     |                                                     |                    |                                              |                                                  |
| 20. | 6.  | A Star is Peeved                                    | Ken Ceizler        | Savage Steve Holland                         | 1997. október 11. 2021. január 26. (TeenNick)    |
| A Rigbyben forgatják a Szupermarketzsaru harmadik epizódját. Kenan és Kel mellékszerepben tetszeleghetnek, de nem tudják betartani a rendező utasításait. |     |                                                     |                    |                                              |                                                  |
| 21. | 7.  | Iskolakerülés (Ditch Day Afternoon)                 | Kim Fields Freeman | Kevin Kopelow & Heath Seifert                | 1997. október 18. 2021. január 25. (TeenNick)    |
| Kenan és Kel ellógnak egy egész napot a suliból és a Rigbyből is. Sajnos azonban egy bankrablás kellős közepébe kerülnek, amit élőben közvetít a tévé, ők pedig igyekeznek elkerülni, nehogy megláthassa őket a kamera. |     |                                                     |                    |                                              |                                                  |
| 22. | 8.  | Get the Kel Outta Here                              | Mary Schmid        | Dan Schneider, Kevin Kopelow & Heath Seifert | 1997. október 25. 2021. január 26. (TeenNick)    |
| Miután annyi galibát és sérülést okoz, Roger kitiltja Kelt a Rockmore-házból. Kel nem adja fel, és megpróbál bocsánatot kérni. |     |                                                     |                    |                                              |                                                  |
| 23. | 9.  | Foul Bull                                           | Ken Ceizler        | Steve Freeman                                | 1997. november 1. 2021. január 26. (TeenNick)    |
| A Rigby közellenség lesz a chicagóiak szemében, mert Ron Harper, a Chicago Bulls játékosa megcsúszik egy narancsszóda-folton, és megsérül. Kenan és Kel megpróbálják valahogy rendbehozni a dolgot. |     |                                                     |                    |                                              |                                                  |
| 24. | 10. | The Crush                                           | Kim Fields Freeman | Dan Schneider                                | 1997.szeptember 27. 2021. január 24. (TeenNick)  |
| Néhány hétre egy új angoltanárnő, Miss Horn érkezik Kenan és Kel osztályába. Kel azt hiszi, hogy a tanárnő szemet vetett Kenanre, ezért mindent megtesz, hogy leleplezze őket. |     |                                                     |                    |                                              |                                                  |
| 25. | 11. | Pulykapatália (Turkey Day)                          | Kim Fields Freeman | Alex Reid                                    | 1997. november 19. 2021. január 16. (TeenNick)   |
| Hálaadás napján Roger egy különlegesen szép pulykát készít a sütőben, amit Kel még a vendégek érkezése előtt elfogyaszt. Miután megérkeznek a rokonok vacsorára, Kenannek és Kelnek találnia kell valahol egy másikat. |     |                                                     |                    |                                              |                                                  |
| 26. | 12. | Szervusz, Kenan! (1. rész) (Bye Bye Kenan: Part 1)  | Brian Robbins      | Dan Schneider, Kevin Kopelow & Heath Seifert | 1997. december 20. 2021. január 20. (TeenNick)   |
| Roger új munkát szerez: hegyi ranger lesz, és ezért Pummisba, Montana államba költözik az egész családdal. Kel természetesen nem tarthat velük... |     |                                                     |                    |                                              |                                                  |
| 27. | 13. | Szervusz, Kenan! (2. rész) (Bye Bye Kenan: Part 2)  | Brian Robbins      | Dan Schneider, Kevin Kopelow & Heath Seifert | 1997. december 27. 2021. január 20. (TeenNick)   |
| Az élet Montanában borzalmas: a ház összedőlőben van, az iskola merev, a hegyi ranger munkakörben pedig semmit nem kell csinálni. Roger is utálja a munkáját, de nem mondhat fel, mert kétéves szerződés köti. Kenan egyre azon töri a fejét, hogy mehetnének haza, és a segítségére van a frissen érkezett Kel. Egy helybeli srácot, Clive-et medvének öltöztetnek, hogy megijesszék Rogert és így elérje, hogy felmondjon. Végül magától rúgják ki, mikor kiderül, hogy fél a medvéktől, így a család hazaköltözhet Chicagóba. |     |                                                     |                    |                                              |                                                  |

### Harmadik évad
| Sor. | Év. | Cím                                             | Rendező            | Író                                       | Premier                                        |
| --- | --- | ----------------------------------------------- | ------------------ | ----------------------------------------- | ---------------------------------------------- |
| 28. | 1.  | Szorult helyzetben (Fenced In)                  | Kim Fields Freeman | Kevin Kopelow & Heath Seifert             | 1998. október 10. 2021. január 16. (TeenNick)  |
| Kenan és Kel két lánnyal beszélnek meg randevút, akikkel "A félénk menyasszony" című filmet akarják megnézni másnap este. A lányoknak egyetlen kérése van: ne késsenek el, mert már háromszor is átejtették őket. Kenan mindent aprólékosan megtervez, ám a mozi előtt Kel jojója beesik a rácsok mögé. Mikor megpróbálja visszaszerezni, beszorul a feje, és Kel hibájából a nadrágját is elveszti. Kelre hárul a feladat, hogy valamiképp kiszabadítsa barátját. |     |                                                 |                    |                                           |                                                |
| 29. | 2.  | Borzongató és Molyember (Skunkator vs. Mothman) | Kim Fields Freeman | Alex Reid                                 | 1998. október 17. 2021. január 28. (TeenNick)  |
| Mivel a Rigbyben egyre több a munka, Chris felvesz egy új alkalmazottat: Sharlát. Kenanre vár a feladat, hogy betanítsa szombaton délelőtt, azonban ő akkor a képregénykiállításra szeretne menni, hogy beszerezzen egy ritka kiadványt: a Borzongató hatodik számát, ami még hiányzik a gyűjteményéből. Otthagyja egyedül Sharlát a boltban - nem is sejtve, hogy Chris is elment a kiállításra, hogy megvegye Kenannek a képregényt. |     |                                                 |                    |                                           |                                                |
| 30. | 3.  | The Raffle                                      | Kim Fields Freeman | Wayne Conley                              | 1998. október 24,                              |
| Chris egy tombolát hirdet meg a Rigbyben, melynek a főnyereménye egy vadonatúj tévé. Kel azonban véletlenül tönkreteszi. Éppen ebben az időben vesznek Kenanék is vadonatúj tévét, kézenfekvőnek tűnik az ötlet, hogy kicseréljék a kettőt, majd elcsalják a tombolahúzást, hogy visszanyerjék. |     |                                                 |                    |                                           |                                                |
| 31. | 4.  | The Chicago Witch Trials                        | Virgil L. Fabian   | Kevin Kopelow & Heath Seifert             | 1998. október 31.                              |
| Az iskolába egy új lány érkezik, akiről Kenan úgy hiszi, hogy egy boszorkány. Ezért nyomozásba kezd, Kellel együtt. |     |                                                 |                    |                                           |                                                |
| 32. | 5.  | To Catch a Thief                                | Kim Fields Freeman | Savage Steve Holland                      | 1998. november 7.                              |
| Kenanék szomszédjába egy új srác költözik: Marc. Kedves, bár kicsit csodabogár fiú, Kenan mégis úgy hiszi, hogy ellopta az óráját. Nekilát, hogy valahogy visszaszerezze. |     |                                                 |                    |                                           |                                                |
| 33. | 6.  | Szülinapi buli (Happy B-Day Marc)               | Kim Fields Freeman | Savage Steve Holland                      | 1999. január 23. 2021. január 14. (TeenNick)   |
| Kenan kerüli Marcot, nehogy meghívja a szülinapi bulijába. Aztán amikor mindenkit meghív rajta kívül, elkezdi bosszantani a dolog. Valójában Marc azért nem hívja meg, mert Sharla azt mondta neki, hogy aznap lesz a fülműtétje, és nem akarja, hogy kellemetlenül érezze magát. Kenan bosszút forral, és egy különleges ajándék becsempészésével akarja tönkretenni a bulit. |     |                                                 |                    |                                           |                                                |
| 34. | 7.  | IQ-teszt (I.Q. Can Do Better)                   | Kim Fields Freeman | Wayne Conley                              | 1998. november 28. 2021. január 13. (TeenNick) |
| IQ-tesztet írnak a diákok az iskolában. Kenan eredménye megdöbbentően alacsony, Kelé viszont rendkívül magas lesz. Kenan szerint valami tévedés lesz a dologban, ezért úgy dönt, felkeresi az igazgatót, hogy leellenőriztesse a tesztet. Ám hamarosan új probléma merül fel, amikor Kel véletlenül az íróasztalon felejti Kenan egy, az igazgatónőt ábrázoló karikatúráját. |     |                                                 |                    |                                           |                                                |
| 35. | 8.  | Rovarirtók (Attack of the Bug Man)              | Kim Fields Freeman | Alex Reid                                 | 1998. november 14. 2021. január 13. (TeenNick) |
| Míg a szülők és Kyra elmennek a Pizzafarmra vacsorázni, Kenan és Kel az emeleten játszanak Pingvinvadászt. Eközben nem zárják be az ajtót, s rovarirtóknak öltözött emberek kipakolják a lakást. Vissza kell hát szerezniük mindent, mielőtt a szülők hazaérnek. |     |                                                 |                    |                                           |                                                |
| 36. | 9.  | Meglepetés (Surprise, Surprise)                 | Kim Fields Freeman | Daka Hermon                               | 1998. december 5. 2021. január 13. (TeenNick)  |
| Kenan és Kel látszólag egyszerű feladatot kapnak. El kell hozniuk Sheryl születésnapi tortáját és az ajándékát a Rockmore-házba. Előbb azonban le kell bonyolítaniuk a Rigbyben egy akciót, ahol minden sz-szel kezdődő terméket féláron adnak. Utána már csak 10 percük maradt zárásig, így először az ékszerészhez mennek, majd a pékségbe a tortáért. Sikeresen hazaviszik a tortát, amit tönkretesznek, mikor rázuhan a kanapéra. Úgy döntenek, sütnek egy másikat, ám ezzel csak azt érik el, hogy tönkreteszik a konyhát. Mikor megérkeznek a vendégek, akkor jönnek rá, hogy a karkötőt is belesütötték az újba... |     |                                                 |                    |                                           |                                                |
| 37. | 10. | Patkánygondok (You Dirty Rat)                   | Virgil L. Fabian   | Gregory Shelton                           | 1998. december 12. 2021. január 13. (TeenNick) |
| Egy patkány költözik be a Rigbybe, ami elijeszti a vásárlókat. Chris parancsára meg kell ölni, de Kel megsajnálja és meg akarja menteni. Amikor Kenant is meggyőzi erről, kapnak Christől egy kis haladékot: ha előbb tudják befogni Vendelt, a patkányt, mint ahogy megérkezik a rágcsálóirtó, akkor megtarthatják. |     |                                                 |                    |                                           |                                                |
| 38. | 11. | Hűtő-fűtő (Freezer Burned)                      | Kim Fields Freeman | Jerry Colker                              | 1999. január 2. 2021. január 14. (TeenNick)    |
| Rockmore-ék meghívják vacsorára Christ, Kel azonban tönkreteszi, ezért étterembe kell menniük. Véletlenül megfordítja a vécé felé mutató piktogramot, s ezért az étterem vendégei szép lassan a hűtőkamra foglyai lesznek. |     |                                                 |                    |                                           |                                                |
| 39. | 12. | Ajándék (Present Tense)                         | Kim Fields Freeman | Kevin Kopelow & Heath Seifert             | 1999. január 9. 2021. január 31. (TeenNick)    |
| Kenan nem tudja kivárni a születésnapját, ezért elkezd kutakodni a házban az ajándéka után, ami a szülei szerint a legjobb. Talál egy csomagot, amit kibont, benne pedig egy hógömböt talál, amit összetör. Ezért pótolnia kell azt, mielőtt a szülei felfedeznék - addig pedig ideiglenesen becsomagolja a helyére az apja becsben tartott dedikált baseball-labdáját. A baj csak az, hogy azt az ajándékot valaki egész másnak szánták... |     |                                                 |                    |                                           |                                                |
| 40. | 13. | Mielőtt Chris hazatér (Housesitter)             | Virgil L. Fabian   | Savage Steve Holland                      | 1999. január 16. 2021. január 15. (TeenNick)   |
| Chrisnek néhány napra el kell utaznia, és addig Kenanre és Kelre bízza a házat. Csak annyit kellene tenniük, hogy megöntözik a növényeket, de véletlenül mindenről megfeledkeznek. |     |                                                 |                    |                                           |                                                |
| 41. | 14. | I'm Gonna Get You Kenan                         | Virgil L. Fabian   | Wayne Conley                              | 1999. március 13.                              |
| Kenan elkap egy veszedelmes bűnözőt, de Kel véletlenül az összes adatát elszólja a tévében. A börtönből megszökött bűnöző pedig bosszúra szomjazik. |     |                                                 |                    |                                           |                                                |
| 42. | 15. | The Limo                                        | Virgil L. Fabian   | Kevin Kopelow & Heath Seifert             | 1999. március 20.                              |
| Kenan megpróbál imponálni egy gazdag lánynak, s magát is gazdagnak tetteti. Bérel egy limuzint, ám Kel véletlenül kiüti a sofőrt. |     |                                                 |                    |                                           |                                                |
| 43. | 16. | A verseny (The Contest)                         | Howard Storm       | Chris Brown                               | 1999. március 27. 2021. január 28. (TeenNick)  |
| Kenan és Kel azon versenyeznek, hogy megvalósítsák a leghajmeresztőbb mutatványt, amit csak lehetséges, hogy jegyet nyerjenek a Chicago Bulls meccsére. Kenan eredetileg csak Kelt akarja rábírni erre, de aztán rájön, hogy csak az nyerhet jegyet, aki részt vesz a játékban. Kitalálják, hogy kilövik magukat egy ágyúból, de az ötletüket már másvalaki megcsinálta. Ezért úgy döntenek, megeszik Chris biciklijét. |     |                                                 |                    |                                           |                                                |
| 44. | 17. | Picture Imperfect                               | Kim Fields Freeman | Amy Berg & Daka Hermon                    | 1999. február 6. 2021. január 31. (TeenNick)   |
| Kel tönkreteszi az iskolai évkönyv minden fényképét. Kenanre és rá hárul a feladat, hogy Bill Bellamy segítségével újra megcsinálják az összes fotót. |     |                                                 |                    |                                           |                                                |
| 45. | 18. | He Got Job                                      | Virgil L. Fabian   | Savage Steve Holland                      | 1999. április 3.                               |
| Chris nem ad több narancsszódát Kelnek, amíg nem hajlandó fizetni érte. Ezért aztán Kel is munka után néz. Egy fánkboltban kezd el dolgozni, ahol kitalál egy fantasztikus új fánkot. |     |                                                 |                    |                                           |                                                |
| 46. | 19. | Clothes Encounters                              | Virgil L. Fabian   | Andrew Hirsch                             | 1999. február 20. 2021. január 31. (TeenNick)  |
| Ruhapróbálás közben Kenan véletlenül kizárja magát a próbafülkéből. A gond csak az, hogy mindössze póló és alsónadrág van rajta. |     |                                                 |                    |                                           |                                                |
| 47. | 20. | Majomparádé (We Are the Chimpions)              | Virgil L. Fabian   | Steve Freeman                             | 1999. március 6. 2021. január 14. (TeenNick)   |
| Kenan és Kel örökbefogadnak egy csimpánzot az állatkertből. De amikor Kel megtudja, hogy el akarják szállítani egy másik állatkertbe, megszökteti a majmot és beköltözteti a Rockmore-házba. |     |                                                 |                    |                                           |                                                |
| 48. | 21. | A szívek bálja (Who Loves Who-ooh?)             | Virgil L. Fabian   | Nick Cannon, Mason Gordon, Kenan Thompson | 1999. április 10. 2021. január 15. (TeenNick)  |
| Kenan szeretné elhívni Sharlát a szívek báljára, de fél a visszautasítástól, ezért azzal henceg zavarában, hogy az R&B-sztár Tamiával megy el. Miután megkavarta a dolgokat, kénytelen azokat valahogy helyrehozni, Tamia segítségével. |     |                                                 |                    |                                           |                                                |
| 49. | 22. | Szerelmes szerzemény (Poem Sweet Poem)          | Kim Fields Freeman | Kevin Kopelow & Heath Seifert             | 1999. április 17. 2021. január 14. (TeenNick)  |
| Az osztálynak szerelmes verset kell írnia. Kenan is megírja nagy nehezen a sajátját, amit Sharlának címez. Ezt azonban nem hajlandó nyilvánosan felolvasni, helyette pedig azt mondja, hogy osztálytársuk, Philip írta. Kel ezt elmondja a barátnőjének, Allisonnak, aki emiatt szakít vele. Kenan, hogy helyrehozza, úgy dönt, új verset ír Philip, de arról meg Kel miatt azt hiszi a lány, hogy Kenan neki írta, és az ujjára húz egy gyűrűt, ami nem jön le. A bosszúszomjas Philip azt gyanítja, valaki elszerette Allisont, ezért mindenütt az imposztort keresi.                                                   |     |                                                 |                    |                                           |                                                |

### Negyedik évad
| Sor. | Év. | Cím                                                                                         | Rendező            | Író                                         | Premier                                          |
| --- | --- | ------------------------------------------------------------------------------------------- | ------------------ | ------------------------------------------- | ------------------------------------------------ |
| 50. | 1.  | Corporate Kenan                                                                             | Virgil L. Fabian   | Savage Steve Holland                        | 1999. július 31. 2021. január 17. (TeenNick)     |
| Kenan és Kel önéletrajzai összekeverednek egy vállalatnál, így Kenannek mint alelnöknek kellene helytállnia a végnél, amiről azt sem tudja, mivel foglalkozik. |     |                                                                                             |                    |                                             |                                                  |
| 51. | 2.  | The Honeymoon's Over                                                                        | Kim Fields Freeman | Wayne Conley                                | 1999. augusztus 7. 2021. január 17. (TeenNick)   |
| Kenan szeretne egy olyan helyet, ahová visszavonulhat, ezért úgy dönt, hogy egy vetélkedőn próbál meg magának nyerni egy házat. Az egyetlen bökkenő az, hogy a játékot házaspároknak hirdették meg, így Kelt be kell öltöztetnie nőnek a terv érdekében. |     |                                                                                             |                    |                                             |                                                  |
| 52. | 3.  | Girl-Watchers                                                                               | Kim Fields Freeman | Steve Holland                               | 1999. augusztus 14. 2021. január 17. (TeenNick)  |
| Eric megkéri Kenant és Kelt, hogy vigyázzanak a barátnőjére, amíg ő távol van. Ez igazán egyszerű dolognak tűnik, azonban a lánnyal sorozatos balszerencsék történnek. |     |                                                                                             |                    |                                             |                                                  |
| 53. | 4.  | Car Trouble                                                                                 | Virgil L. Fabian   | Kevin Kopelow & Heath Seifert               | 1999. augusztus 21. 2021. január 17. (TeenNick)  |
| Bár a szülei nem szeretnék, Kenan úgy dönt, megcsinálja a jogosítványa érdekében a forgalmi vizsgáját. A baj csak az, hogy ugyanaznap kiselőadást is kell tartania. |     |                                                                                             |                    |                                             |                                                  |
| 54. | 5.  | Three Girls, a Guy, and a Cineplex                                                          | Virgil L. Fabian   | Amy Berg                                    | 1999. augusztus 28. 2021. január 18. (TeenNick)  |
| Kenan egy estére három különböző lánnyal beszél meg randit ugyanoda, és most el kell érnie, hogy egyikük se találkozzon a másik kettővel. |     |                                                                                             |                    |                                             |                                                  |
| 55. | 6.  | Natural Born Kenan                                                                          | Linda Mendoza      | Kevin Kopelow & Heath Seifert & Sal Maniaci | 1999. szeptember 11. 2021. január 18. (TeenNick) |
| Kenan megtudja a szüleitől, hogy a gyerekkori fotói egy beázás miatt elvesztek. Ő azonban úgy hiszi, hogy igazából örökbefogadták, ezért elindul, hogy megtalálja az igazi szüleit. |     |                                                                                             |                    |                                             |                                                  |
| 56. | 7.  | The Graduates                                                                               | Ken Whittingham    | Jonathan Green & Gabe Miller                | 1999. szeptember 18. 2021. január 18. (TeenNick) |
| Miután elárasztotta az irodáját csokipudinggal, az igazgató megtiltja Kenannek, hogy részt vegyen az érettségi ünnepségen. Csakhogy az egész rokonsága ide készül, ezért azt tervezi, hogy mégis ott lesz, de úgy, hogy az igazgató meg ne tudja. |     |                                                                                             |                    |                                             |                                                  |
| 57. | 8.  | Ó, már megint kezdi - Hollywoodban (1-2. rész) (Aw, Here It Goes To Hollywood : Part 1 & 2) | Virgil L. Fabian   | Kevin Kopelow & Heath Seifert               | 1999. szeptember 25. 2021. január 19. (TeenNick) |
| Kel nyer két jegyet az amstelburgi narancsszóda-fesztiválra. El is indulnak Kenannel, de rossz gépre szállnak, és Hollywoodban kötnek ki. Mivel a következő gép csak órák múlva indul, ezért úgy döntenek, szétnéznek. Meg akarják nézni Julie Brown műsorának a felvételét, ahol David Alan Grier lesz a következő vendég, de Kel viselkedése miatt elzavarják őket. Ezért úgy döntenek, beszöknek a felvételre. A backstage-en találkoznak régi ismerősükkel, Bill Bellamyval és Britney Spears-szel (akinek Kel tönkreteszi a haját), és még David Alan Grier öltözőjében is káoszt csinálnak. |     |                                                                                             |                    |                                             |                                                  |
| 58. | 9.  | Chris bátyja (Oh, Brother)                                                                  | Kim Fields Freeman | Wayne Conley                                | 1999. október 9.                                 |
| Chris bátyja, Rick a városba érkezik az anyjuk születésnapjára. Rick sokkal sikeresebb és népszerűbb, mint a saját maga által is szánalmasnak tartott öccse, és egy hirtelen ötlettől vezérelve megveszi a Rigbyt. Chris büszkeségből felmond és a Rockmore-házba költözik, ahonnét csakhamar ki akarják tenni a szűrét a bizarr szokásai miatt. Mikor megtudják, hogy Rick fél a kísértetektől, el akarják ijeszteni. |     |                                                                                             |                    |                                             |                                                  |
| 59. | 10. | Futurama                                                                                    | Kim Fields Freeman | Jonathan Green & Gabe Miller                | 1999. december 31. 2021. január 18. (TeenNick)   |
| Ebben a különkiadásban az események a 3000. évben játszódnak. A jövő eseményei mellett Kel szokás szerint butaságokat csinál, és egy szemétmegsemmisítésre használatos sugárpisztollyal véletlenül láthatatlanná teszi Rogert. |     |                                                                                             |                    |                                             |                                                  |
| 60. | 11. | The April Fools                                                                             | Virgil L. Fabian   | Erica Rothschild                            | 2000. április 1. 2021. január 15. (TeenNick)     |
| Kenan és Kel áprilisi tréfákat sütnek el mindenki rovására - nem sejtve, hogy ennek az lesz a következménye, hogy a rendőrség mindenkit letartóztat. |     |                                                                                             |                    |                                             |                                                  |
| 61. | 12. | Tales from the Clip                                                                         | Kim Fields Freeman | Kevin Kopelow & Heath Seifert               | 2000. május 3.                                   |
| A sorozat elmúlt négy évének legjobb pillanatait nézi vissza Kenan és Kel, ami közben összevesznek. |     |                                                                                             |                    |                                             |                                                  |
| 62. | 13. | Two Heads Are Better Than None                                                              | Michael Grossman   | Kevin Kopelow & Heath Seifert               | 2000. július 15.                                 |
| A sorozatot lezáró (tripla) epizódban a Rockmore-család autós túrára indul, Kyra és Kenan még Kelt is magukkal csempészik. Roger mesél egy rémtörténetet a Fej Nélküli Lovagról, amitől a fiúk aztán teljesen megrémülnek, és olyan kalandokba keverednek, melynek során azt hiszik, hogy egy kísértet szedi áldozatait. |     |                                                                                             |                    |                                             |                                                  |